# 12 Brygada Zmechanizowana

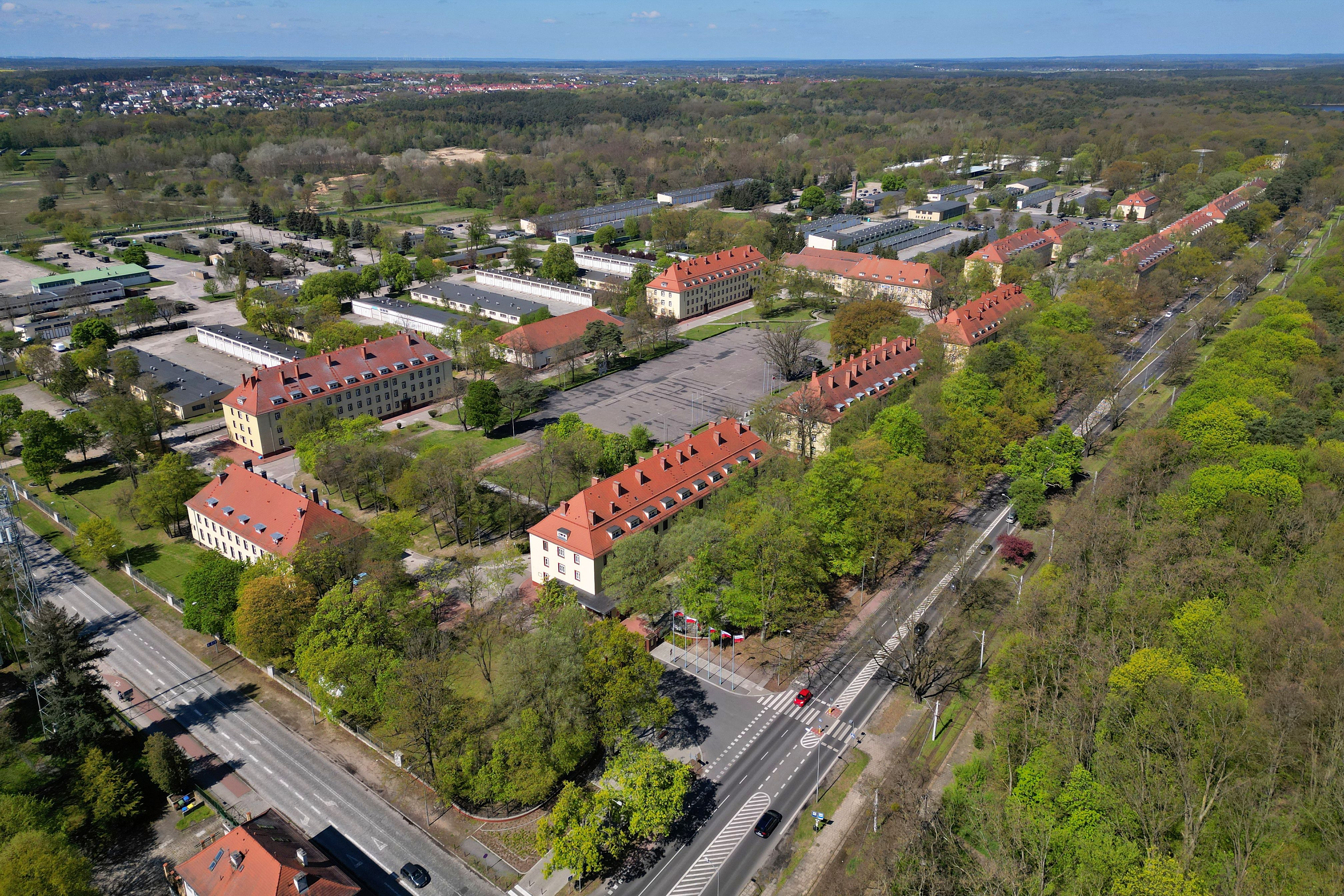
Koszary 12 Brygady Zmechanizowanej przy al. Wojska Polskiego w Szczecinie

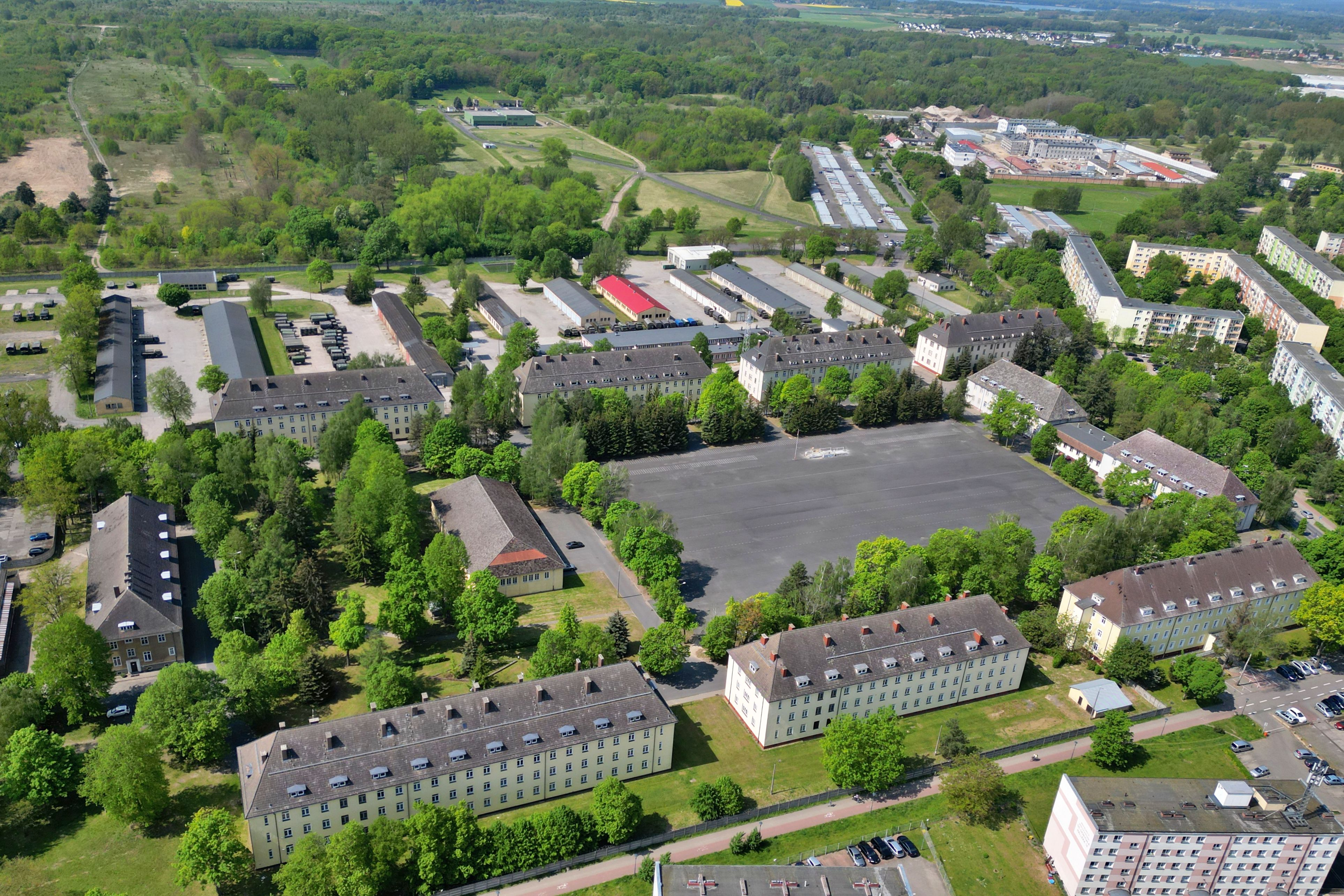
Koszary pododdziałów 12 BZ (2 bpzmot, 3 bpzmot, dplot, 2 bsap) w Stargardzie

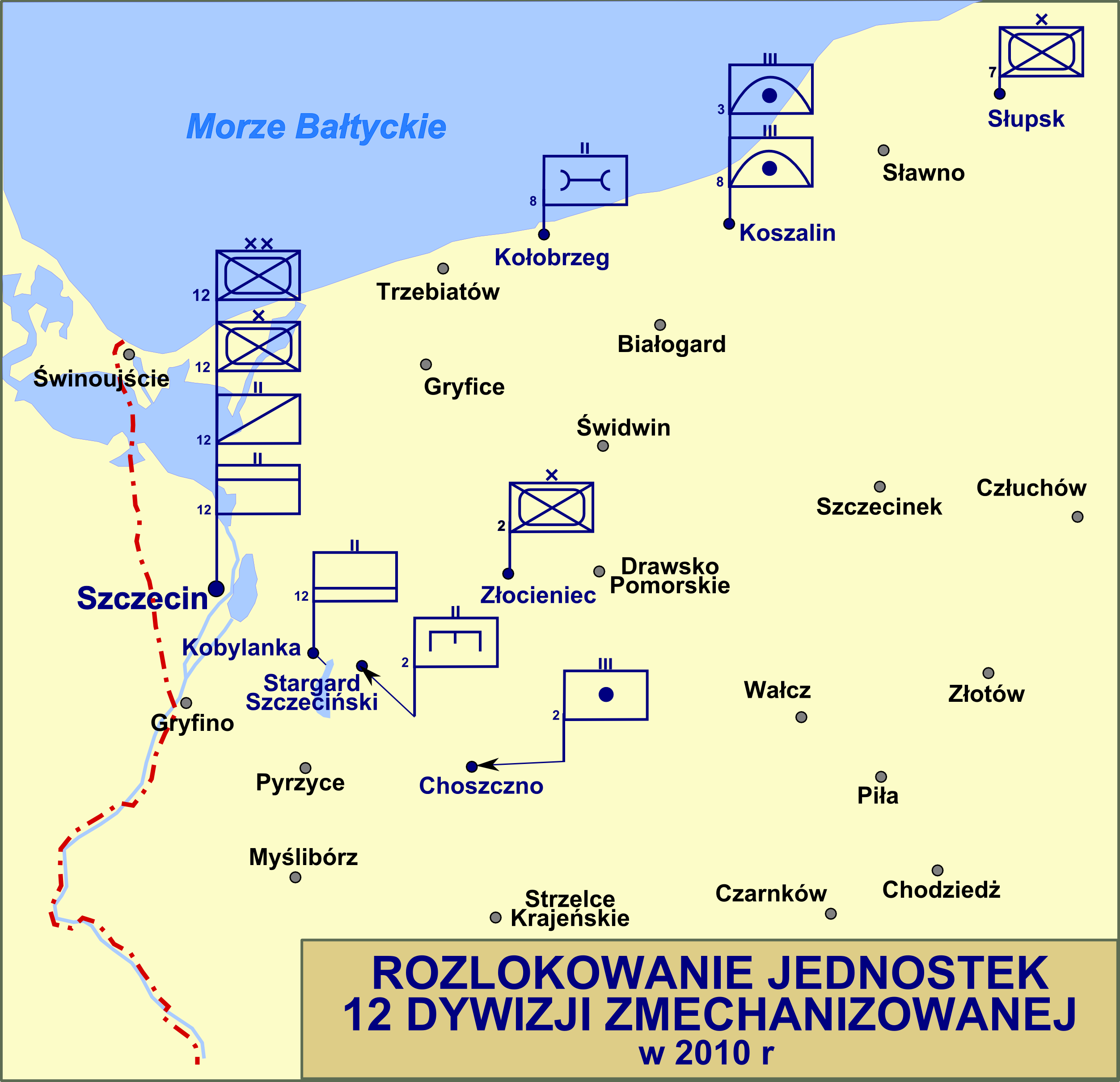
Rozlokowanie jednostek 12 DZ w 2010

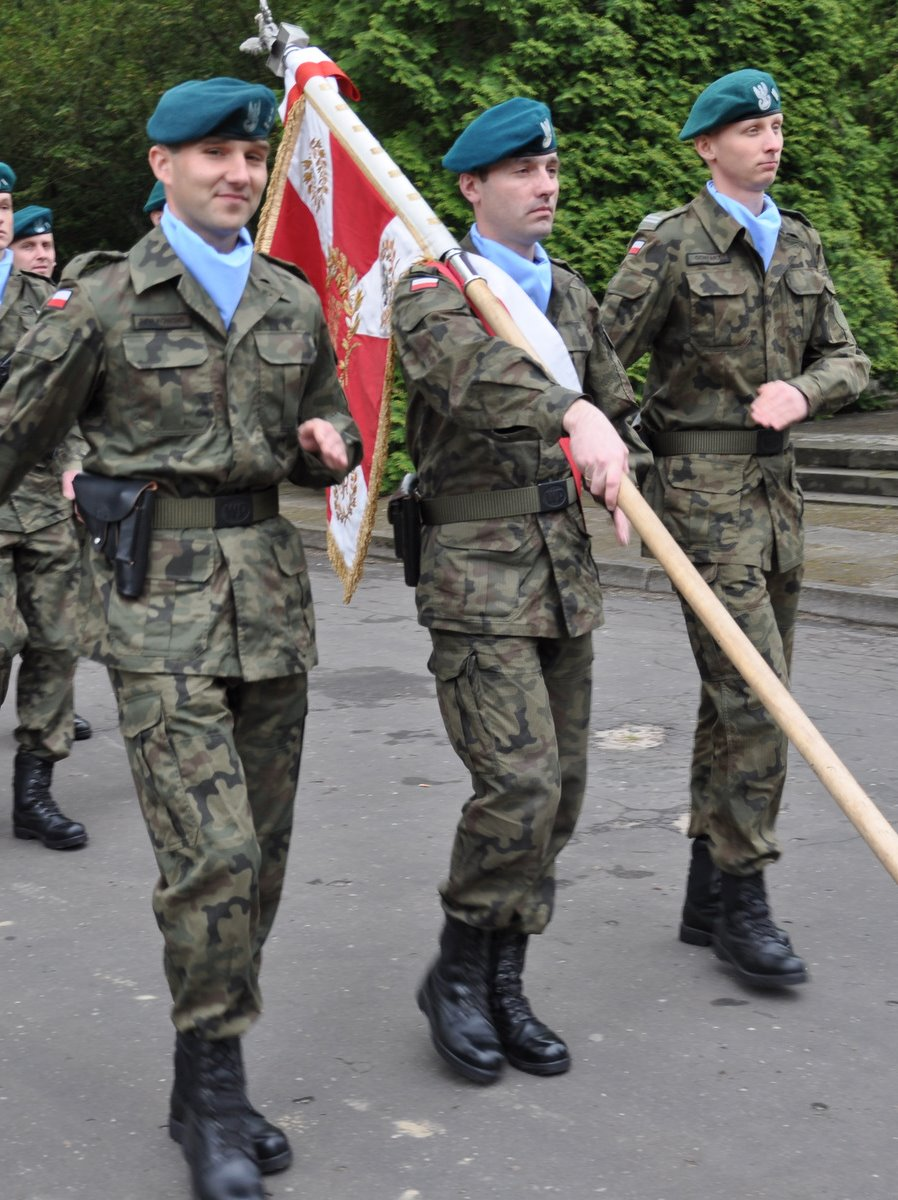
Poczet sztandarowy brygady

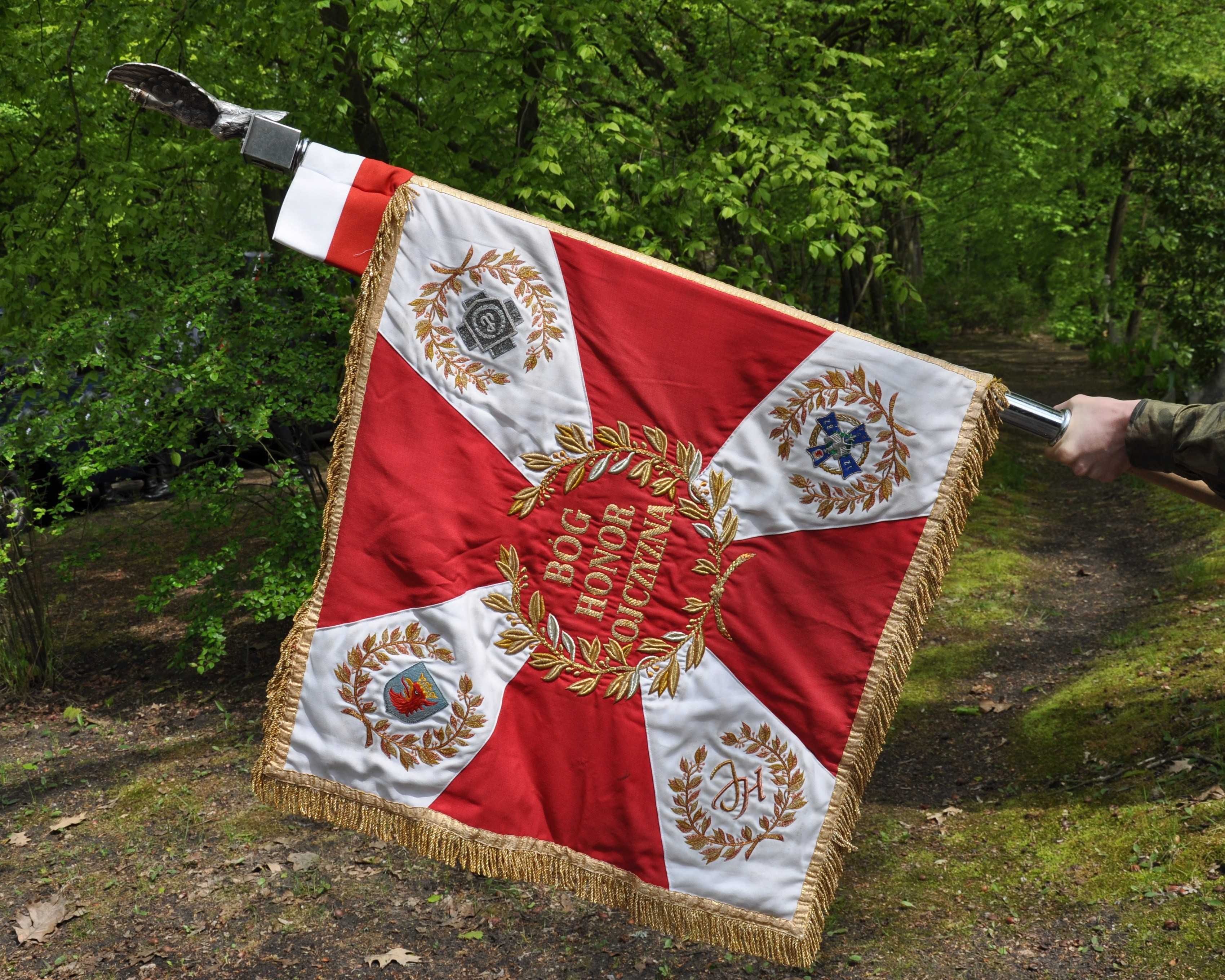
Płat sztandaru brygady

12 Brygada Zmechanizowana im. gen. broni Józefa Hallera (12 BZ) – związek taktyczny wojsk zmechanizowanych Sił Zbrojnych RP.

## Formowanie i zmiany organizacyjne
Brygada powstała w 1996 na bazie 5 pułku zmechanizowanego jako jednostka 12 Dywizji Zmechanizowanej. 12 Brygada Zmechanizowana należy do największych i najnowocześniejszych jednostek w wojskach lądowych. W 2006 roku  otrzymała transportery opancerzone Rosomak.

## Tradycje
Decyzją Ministra Obrony Narodowej nr 51 z 10 kwietnia 1996 dla zachowania w pamięci czynów żołnierzy jednostek piechoty oznaczonych cyfrą „5” oraz żołnierzy pułków wchodzących w skład 12 Dywizji Piechoty II Rzeczypospolitej przejęła tradycje:
- regimentu artylerii koronnej 1673–1775
- 5 regimentu fizylierów 1775–1786
- 5 batalionu piechoty Legionów gen. J.H. Dąbrowskiego 1797–1803
- 5 pułku piechoty Księstwa Warszawskiego 1806–1814
- 5 pułku piechoty liniowej 1815–1831
- 5 pułku piechoty 1 Brygady Legionów J. Piłsudskiego 1914–1917
- 5 pułku piechoty Legionów 1918–1939
- 5 pułku piechoty 1943–1962
- 5 pułku zmechanizowanego 1962–1995
- 51 pułku piechoty strzelców kresowych 1918–1939
- 52 pułku piechoty strzelców kresowych 1918–1939
- 54 pułku piechoty strzelców kresowych 1918–1939
- 12 kresowego pułku artylerii lekkiej (dla dywizjonu artylerii mieszanej) 1919–1939

W 2007 12 Brygada Zmechanizowana przejęła tradycje rozformowanej 6 Brygady Kawalerii Pancernej ze Stargardu Szczecińskiego.
Święto brygady obchodzone jest 15 maja, w celu upamiętnienia daty powrotu do kraju oddziałów Armii Polskiej we Francji w 1919 oraz dla zachowania w pamięci daty 15 maja 1949, kiedy to pododdziały 5 Pułku Piechoty przybyły i rozpoczęły służbę w garnizonie Szczecin.
15 maja 2007, w 90 rocznicę wydania dekretu Prezydenta Republiki Francuskiej o utworzeniu Armii Polskiej we Francji, odbyła się uroczystość na terenie koszar jednostki podczas której wręczono brygadzie repliki sztandaru 1 pułku strzelców polskich we Francji oraz ceremonia odsłonięcia pomnika patrona brygady – generała broni Józefa Hallera.

## Struktura organizacyjna (2010)
- dowództwo i sztab – Szczecin
- batalion dowodzenia – Szczecin
- 1 batalion piechoty zmotoryzowanej –  Szczecin
- 14 batalion Ułanów Jazłowieckich (2 batalion piechoty zmotoryzowanej) – Stargard
- 3 batalion piechoty zmotoryzowanej – Stargard
- dywizjon przeciwlotniczy – Stargard
- dywizjon artylerii samobieżnej – Choszczno
- kompania rozpoznawcza – Szczecin
- 2 batalion saperów – Stargard
- batalion logistyczny – Szczecin
- Grupa Zabezpieczenia Medycznego – Szczecin

## Uzbrojenie
- kołowe transportery opancerzone Rosomak
- samobieżne moździerze 120 mm Rak[9]
- bojowe wozy piechoty BWP-1
- samobieżne armatohaubice Dana
- rozpoznawcze samochody opancerzone BRDM-2
- samochody terenowe Honker
- przeciwpancerne pociski kierowane Spike
- karabiny wyborowe Bor, Tor, Alex, Sako TRG 22
- armaty przeciwlotnicze ZU-23-2 „Hibneryt”
- PPZR „Grom”
- Stacje radiolokacyjne NUR -22[10] i ZDPSR Soła[11]
- wozy dowodzenia i kierowania ogniem (Łowcza-3K, Rega 1, 2, 3)[10]

## Symbole brygady
Sztandar

23 czerwca 1996 prezydent RP Aleksander Kwaśniewski, na Wałach Chrobrego w Szczecinie, wręczył dowódcy brygady ppłk. dypl. Grzegorzowi Dudzie  sztandar. Rodzicami chrzestnymi sztandaru byli członkowie Zarządu Okręgowego Światowego Związku Żołnierzy Armii Krajowej w  Szczecinie: prof. dr hab. Tadeusz Mieczkowski ps.Bończa i kpt. w st. spocz. Roman Wilczek ps. Lupus.
Płat sztandaru to biała tkanina w kształcie kwadratu o wymiarach 75×75 cm, po której obu stronach znajduje się krzyż kawalerski wykonany z tkaniny czerwonej. Jeden bok sztandaru wszyty jest w białą skórę. Boki sztandaru obszyte złotą frędzlą. Na stronie głównej płata, pośrodku krzyża kawalerskiego, znajdują się dwie gałązki wawrzynu, haftowane złotym szychem. Pośrodku wieńca umieszczony wizerunek orła białego z głową zwróconą do drzewca. W rogach płata umieszczone są wieńce wawrzynu z numerem jednostki – 12.
Na stronie odwrotnej płata, pośrodku krzyża kawalerskiego, znajduje się napis „BÓG HONOR OJCZYZNA” w wieńcu z wawrzynu. W rogach płata umieszczone są wieńce wawrzynu, a w ich polach:
- w prawym górnym wizerunek Krzyża Pamiątkowego AK
- w prawym wizerunek odznaki pamiątkowej 12 Brygady Zmechanizowanej
- w lewym dolnym wieńcu wawrzynu litery JH
- w lewym górnym odwzorowanie herbu Szczecina

Odznaka pamiątkowa

Odznaka nawiązuje do kształtu odznaki 54 pułku piechoty Strzelców Kresowych. Ma kształt równoramiennego krzyża o wymiarach 40x40 mm. Ramiona pokryte są granatową emalią z żółtym obrzeżem. W pierwotnym wzorze odznaki na ramionach krzyża znajdowały się napisy: 12, BZ, 5 pz oraz herb Szczecina. Na środku krzyża nałożona jest odznaka oficerska Armii Polskiej we Francji w kształcie zielonego rombu, a na nim stylizowany orzeł piastowski. Ramiona krzyża są złączone wieńcem laurowo dębowym. Obecny wzór (z 2014) odznaki jest pozbawiony herbu Szczecina i napisu 5 pz na ramionach krzyża.

Insygnia 12 BZ
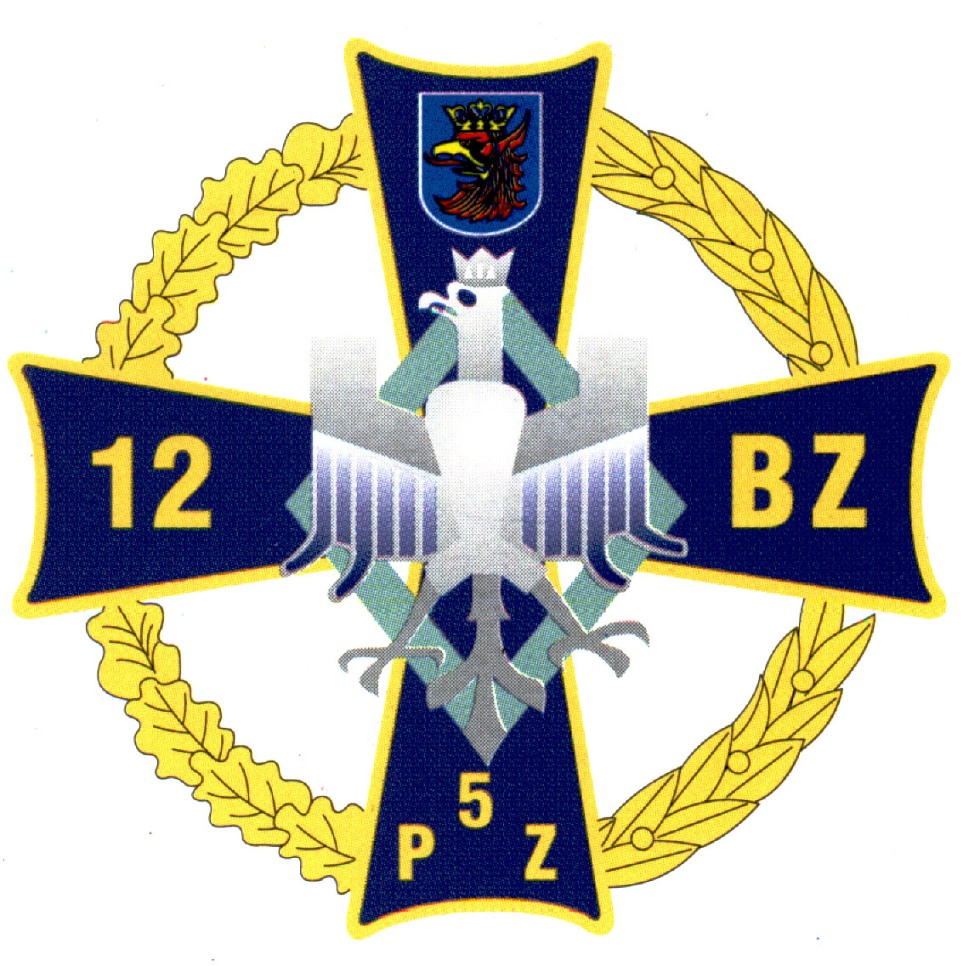
Odznaka pamiątkowa (pierwotna wersja)
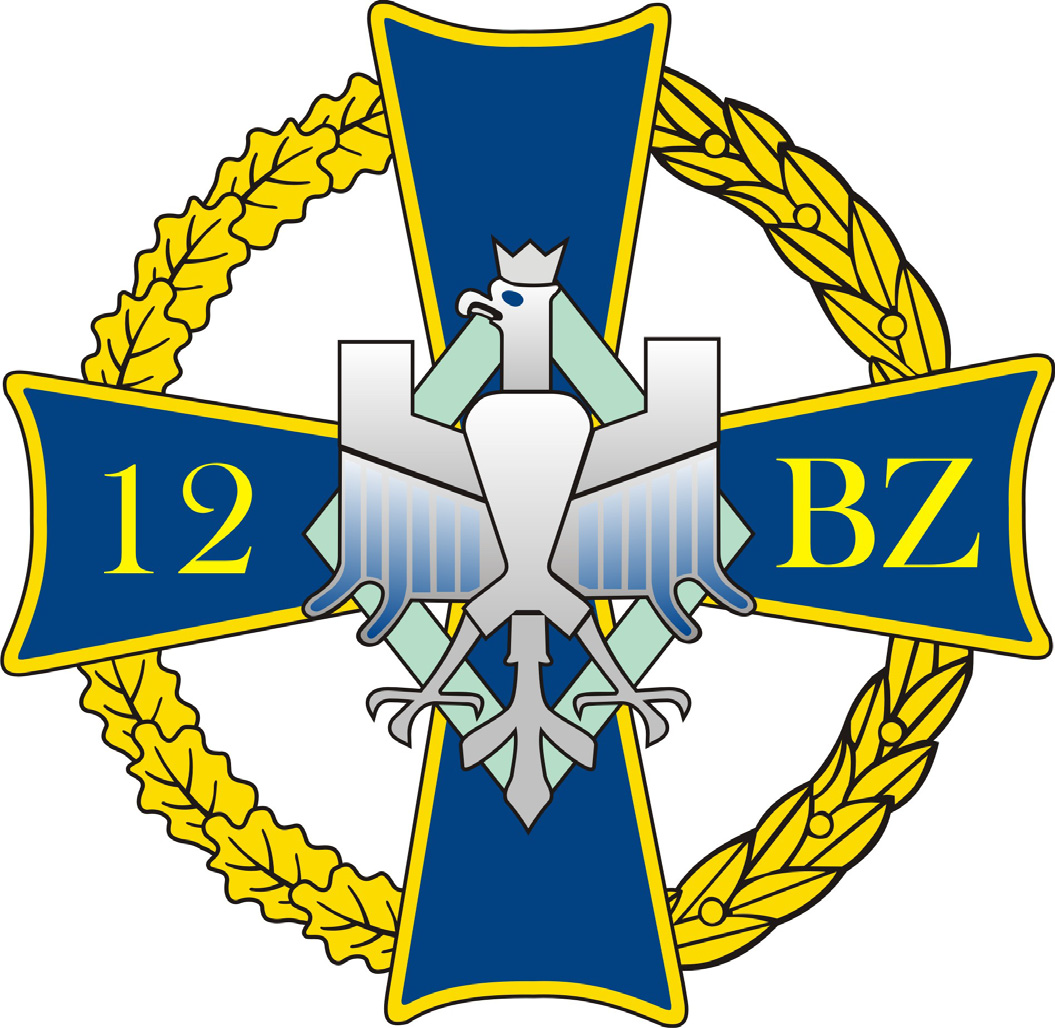
Odznaka pamiątkowa (wzór 2014)
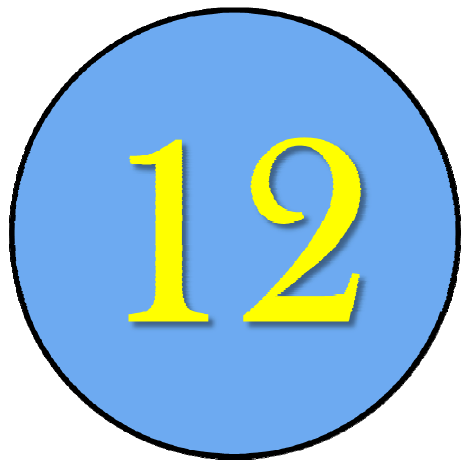
Oznaka rozpoznawcza na mundur wyjściowy
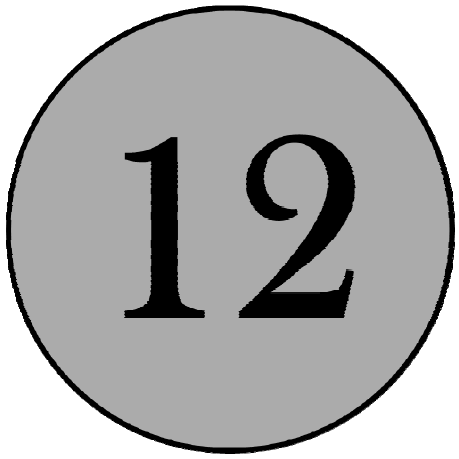
Oznaka rozpoznawcza na mundur polowy
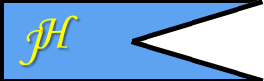
Proporczyk na beret

## Szkolenie bojowe, misje wojskowe

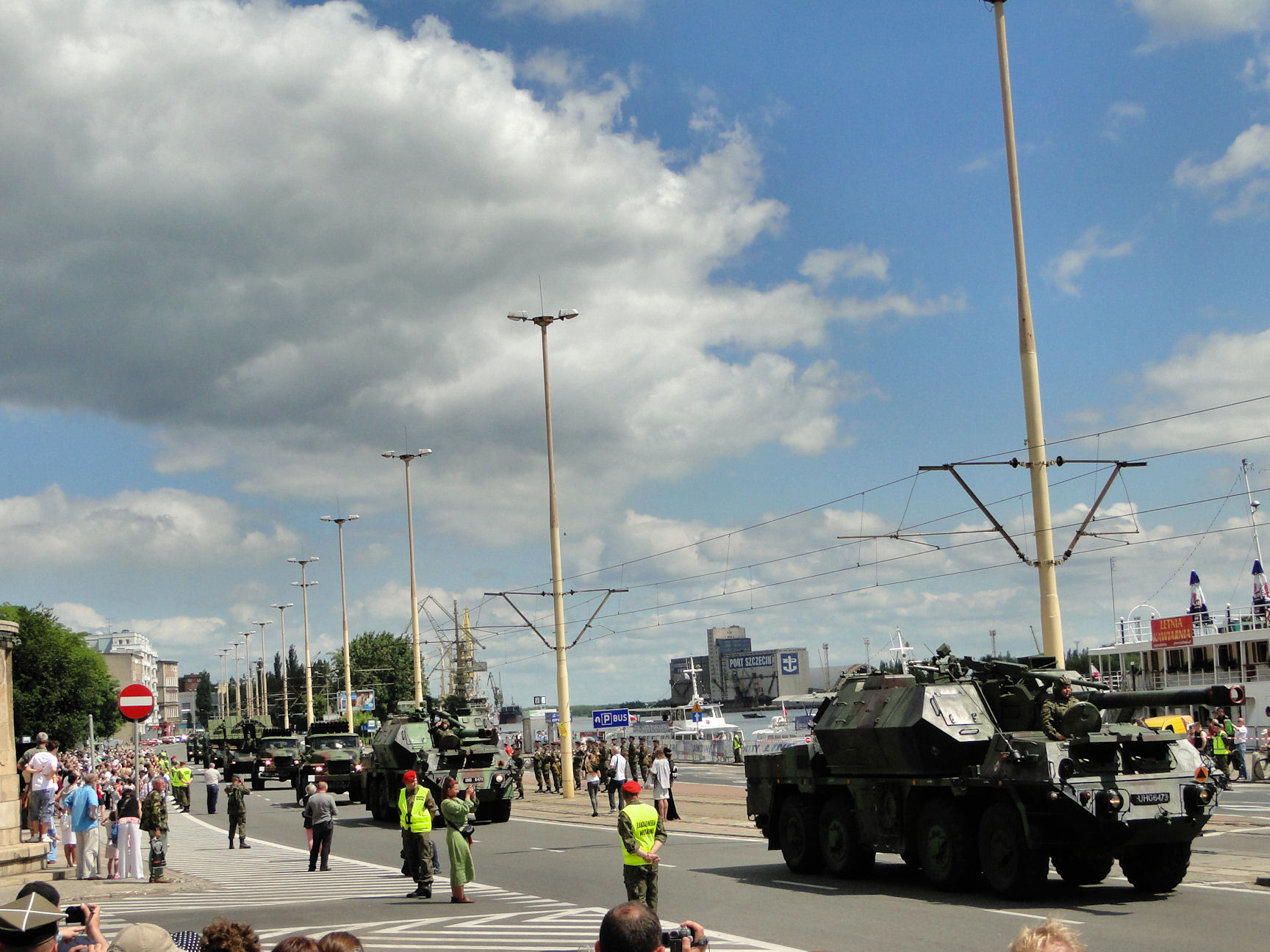
Defilada 12 BZ na Wałach Chrobrego w Szczecinie

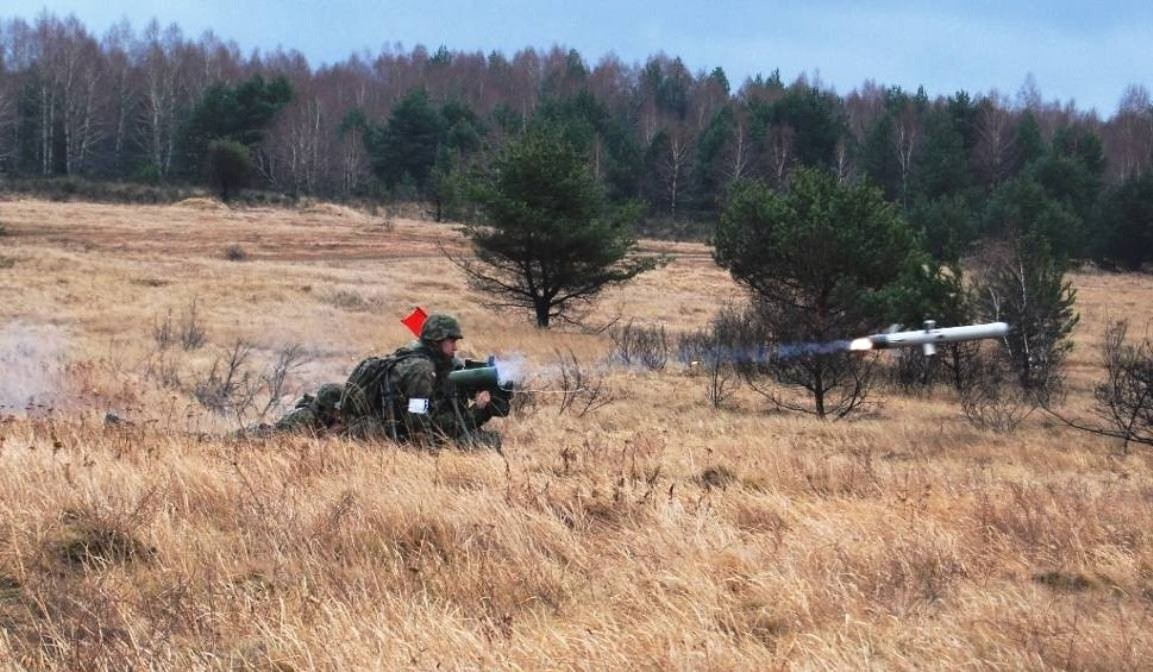
Żołnierze kompanii wsparcia 12 BZ

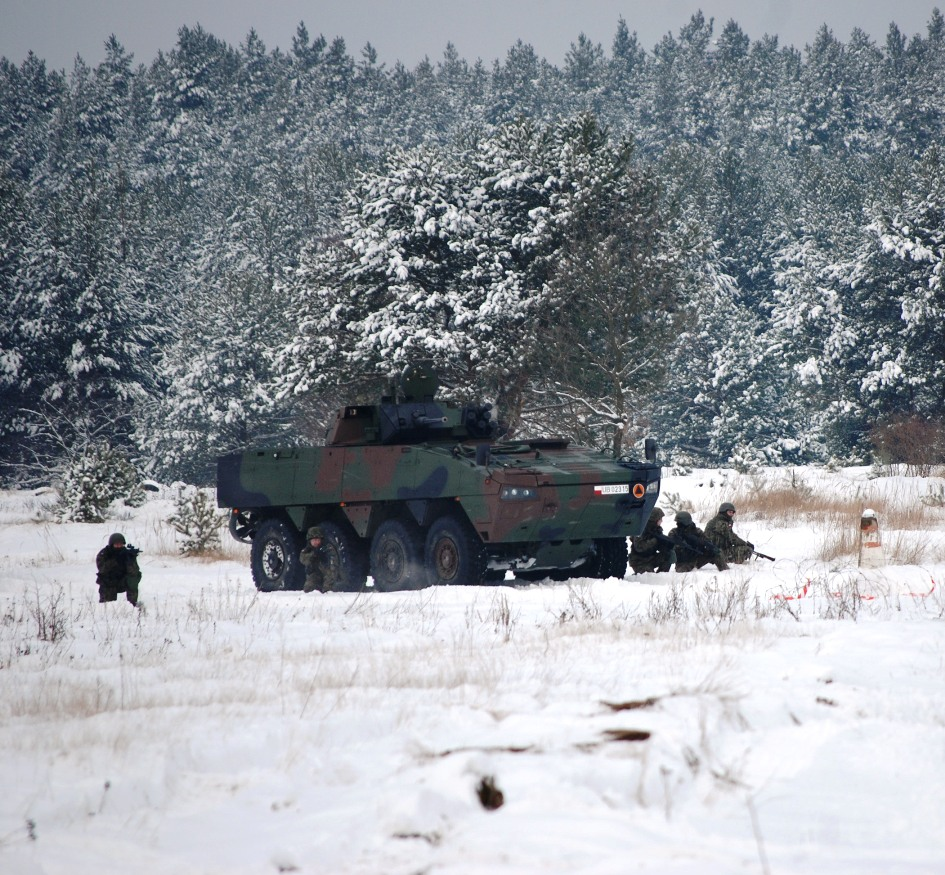
KTO Rosomak na ćwiczeniach brygady

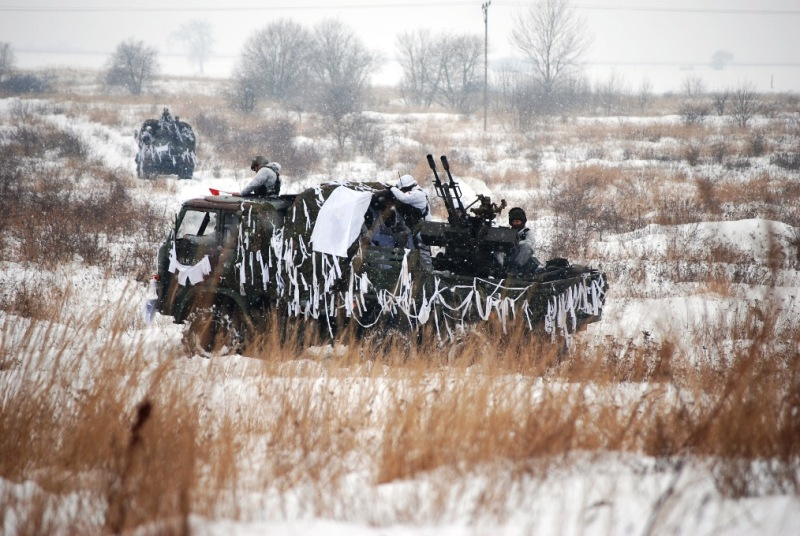
Zestawy Hibneryt podczas ćwiczeń 2 bz

### Szkolenie bojowe
12 Brygada Zmechanizowana pełniła i pełni służbę w Polskich Kontyngentach Wojskowych, uczestniczyła i uczestniczy w wielu ćwiczeniach krajowych i międzynarodowych. W latach 2000–2006 jej 3 batalion piechoty zmotoryzowanej wchodził w skład Międzynarodowej Brygady Szybkiego Rozwinięcia (SHIRBRIG), a w 2003 uczestniczył w operacji „Iraqi Freedom”, tworząc batalionową Grupę Bojową. Od 2005 w strukturach 12 BZ jest zawodowa Wojskowa Straż Pożarna, która stacjonuje w Stargardzie. Bdow od początku powstania miał i ma za zadanie podczas szkolenia, ćwiczeń 12 BZ przygotowanie i wyposażenie stanowisk dowodzenia (MAIN, TAC oraz MCG), ich ochrona i obrona, a także zapewnienie organom dowodzenia łączności z przełożonym. Dplot w roku 2004 za wysokie wyniki w szkoleniu został wyróżniony tytułem honorowym „Najlepszy Pododdział Wojsk Lądowych”. W roku 2005 na bazie rozformowanego batalionu czołgów oraz części 1 batalionu zmechanizowanego powstał 1 batalion zmotoryzowany, który pierwszy w brygadzie przyjął do eksploatacji KTO Rosomak. Od 2009 pododdział brygady 1 bpzmot rozpoczął wdrażanie i realizację 36-miesięcznego programu szkolenia. W 2011 1 bpzmot jako pierwszy w kraju otrzymał certyfikację zdolności do działania zgodnie z wojennym przeznaczeniem i został uhonorowany tytułem „Przodujący Pododdział Wojsk Lądowych”. 
W roku 2011 pododdziały brygady jako pierwsze w kraju, rozpoczęły szkolenie zgodnie z nowymi programami szkolenia wojsk pancernych i zmechanizowanych. W tym samym roku został sformowany batalion logistyczny odpowiadający za zabezpieczenie logistyczne i transport pododdziałów brygady, zabezpieczał i zabezpiecza ćwiczenia na poligonach całego kraju, uczestniczył w międzynarodowych ćwiczeniach „Saber Strike-18” czy „Allied Spirit-18” w Niemczech. W 2012 i w 2014 2 bpzmot pełnił dyżur w ramach Sił Odpowiedzi NATO. Od 2012 batalion saperów został podporządkowany dowódcy 12 BZ wspierając inżynieryjnie działania brygady. W 2013 12 BZ uczestniczyła w ćwiczeniu „Rosomak-13”, a na poligonie w Drawsku Pomorskim współdziałała z żołnierzami Stanów Zjednoczonych podczas ćwiczenia „Steadfast Jazz 2013 Land Livex”, a we wrześniu 2014 brygada szkoliła się podczas ćwiczenia z wojskami „Anakonda-14”, które odbyło się w Ośrodku Szkolenia wojsk Lądowych w Orzyszu. 2 bzmot w 2014 brał udział w ćwiczeniu „Citadel Rochaambeau-14”. W marcu 2015 pododdziały 12 BZ odbyły ćwiczenie taktyczne z wojskami „Ryś-15”, w czasie którego brygada została poddana kontroli przez Departament Kontroli MON i otrzymała ocenę bardzo dobrą. W latach 2013–2016 1 bpzmot 12 BZ brał udział w najważniejszych ćwiczeniach „Dragon” i „Anakonda”. W 2015 pełnił dyżur w składzie Grupy Bojowej Unii Europejskiej Państw Wyszehradzkich (tzw. V4), a od roku 2018 szkolił się jako nieetatowy Oddział Wydzielony Dowódcy 12 Dywizji Zmechanizowanej. W 2015 12 BZ uczestniczyła w międzynarodowym ćwiczeniu „Saber Junction-15”, które odbyło się w amerykańskim Ośrodku Szkolenia Poligonowego w Hohenfels w Niemczech oraz na Litwie w międzynarodowym ćwiczeniu taktycznym z wojskami „Iron Sword-15”. 
W 2016 2 bpzmot 12 BZ pełnił dyżur w Wyszehradzkiej Grupie Bojowej Unii Europejskiej oraz brał udział w ćwiczeniach, między innymi: „Serval”, „Anakonda”, „Patria”, „Ryś”, „Borsuk”, „Kuguar i „Wilk. W latach 2017–2018 pododdział brygady 3 bpzmot szkoliły się w środowisku międzynarodowym, ćwicząc z żołnierzami z Albanii, Bułgarii, Czechy, Holandii, Słowacji, Stanów Zjednoczonych. W 2008 3 bpzmot wszedł w skład Grupy Bojowej Unii Europejskiej, a w 2019 rozpoczął szkolenie pododdziałów do udziału w misjach Organizacji Narodów Zjednoczonych oraz przygotowywał się do przyjęcia nowoczesnego uzbrojenia – moździerzy 120 mm Rak na podwoziu KTO Rosomak. W roku 2017 dywizjon artylerii samobieżnej z Choszczna wziął udział w międzynarodowym ćwiczeniu „Flaming Thunder 2017” na terenie Litwy, a w 2018 uczestniczył w ćwiczeniu „Dynamic Front-18”, realizowanego na terenie ośrodka 7 Armii Stanów Zjednoczonych w Grafenwöhr w Niemczech, weszli w skład 1 Brygady Artylerii z Wielkiej Brytanii (DIVARTY). W latach 2017–2020 12 BZ uczestniczyła w ćwiczeniach m.in.: „Bido-17”; „Dragon-17”; „Allied Spirit VIII”; „Combined Resolve-18”; „Saber Strike-18”; „Anakonda-18”; „Iron Wolf-19”; „Dragon-19”; „Ryś-19”; „Anakonda-20”. W roku 2023 12 Brygada Zmechanizowana brała udział w międzynarodowym ćwiczeniu „Anakonda-23” oraz „Aurora-23”. 

### Misje wojskowe

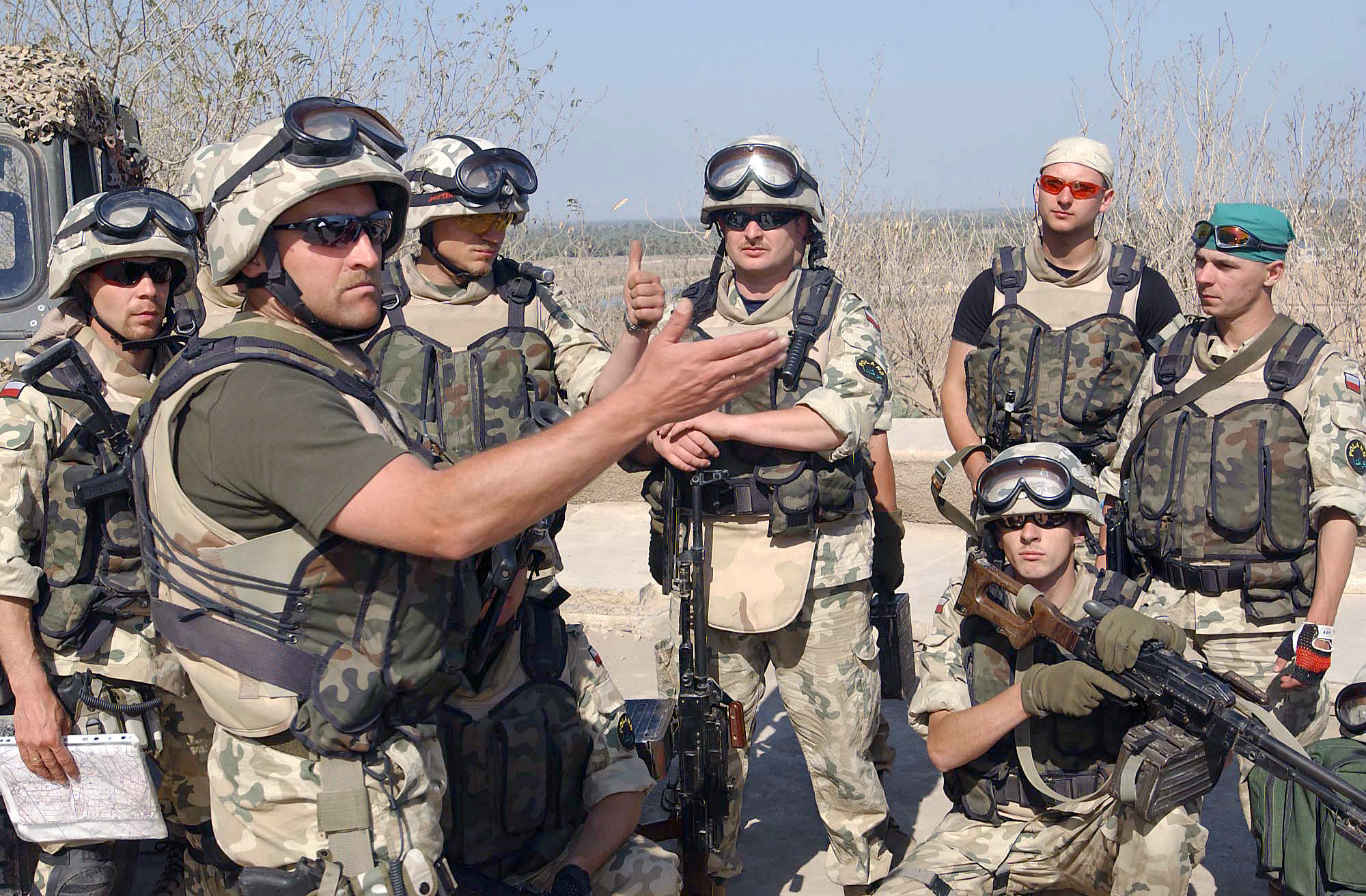
Patrol z Camp Alfa w Iraku

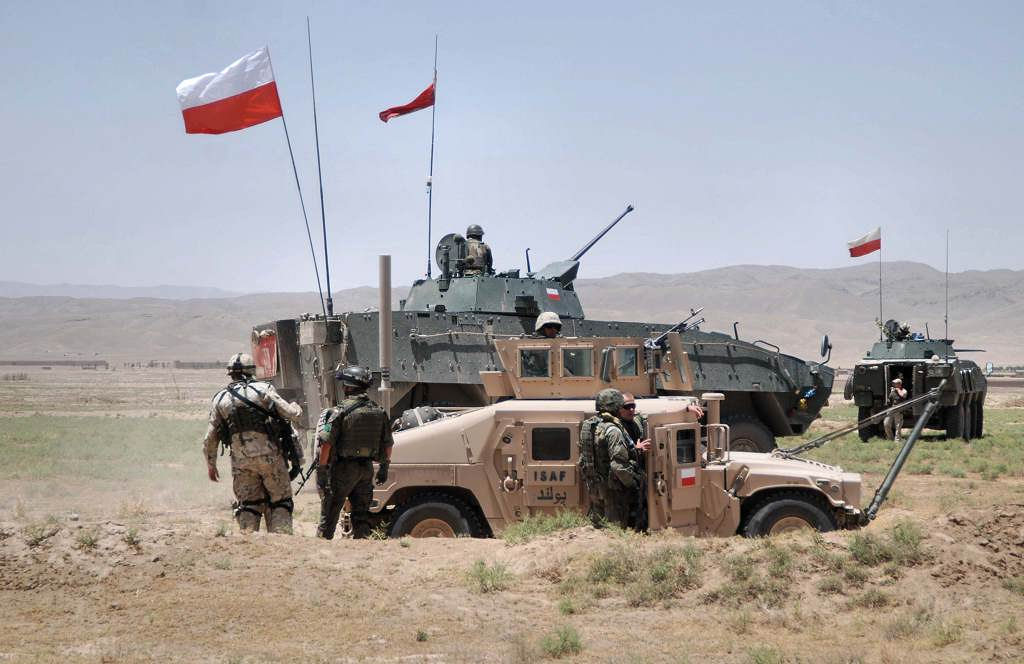
Konwój z Polskiej Grupy Bojowej

Żołnierze 12 Brygady Zmechanizowanej realizowali i realizują zadania poza granicami państwa, w tym:
- VIII zmiana PKW w Libanie  – (1997-1999; 2003-2004; 2008-2009)
- zmiana PKW Bośnia i Hercegowina
- zmiana PKW KFOR w Kosowie
- zmiana PKW UNDOF w Syrii
- zmiana PKW SHIRBRIG w Sudanie
- I zmiana PKW w Iraku – (2003-2004)
- VI zmiana PKW w Iraku – (2006)
- X zmiana PKW w Iraku – (2008)
- I zmiana PKW w Czadzie – (2008)
- III zmiana PKW w Afganistanie – (2008)
- IV zmiana PKW w Afganistanie – (2008-2009)
- XII zmiana PKW w Afganistanie – (2012-2013)
- I zmiana PKW EUFOR RCA – (2014)
- XII zmiana PKW w Rumunii – (2023)[34]
- XIII zmiana PKW w Rumunii – (2023-2024)

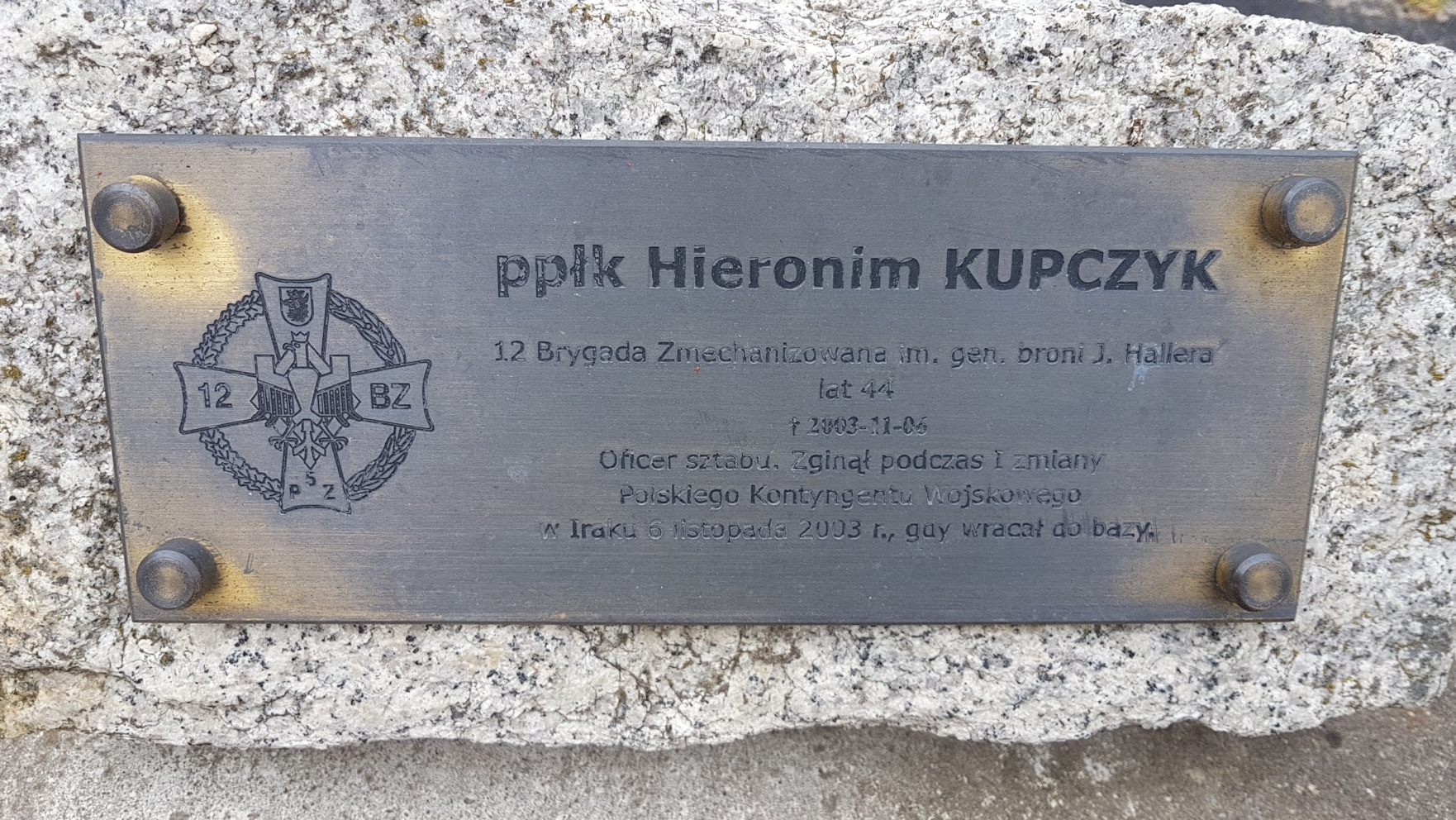
Szczecin, 12 Brygada Zmechanizowana. Hołd Ku Pamięci Poległych w Misjach

- XIV zmiana PKW w Rumunii – (2024)[35]

### Zginęli podczas misji wojskowej
Podczas pełnienia obowiązków poza granicami państwa zginęli:
- ppłk Hieronim Kupczyk – PKW Irak (2003)
- kpr. Gerard Wasielewski – PKW Irak (2003)
- plut. Tomasz Krygiel – PKW Irak (2004)
- st. chor. szt. Andrzej Rozmiarek – PKW Afganistan (2009)
- st. chor. Łukasz Sroczyński – PKW Afganistan (2013)
- sierż. Paweł Ordyński – PKW Afganistan (2013)

## Wyróżnienia brygady
12 Brygada Zmechanizowana między innymi była wyróżniana:
- tytuł honorowy dla 12 BZ – Znak Honorowy Sił Zbrojnych Rzeczypospolitej Polskiej nadany przez MON – 2004,
- tytuł honorowy dla 12 BZ – „Przodujący Oddział Wojska Polskiego” nadany przez Ministra Obrony Narodowej – 2012,
- wyróżnienie 12 BZ honorową bronią białą – „Kordzik Honorowy z orłem Wojsk Lądowych” przez Dowódcę Generalnego RSZ – 2014,
- wyróżnienie 12 BZ honorową bronią białą – „Kordzik Honorowy z orłem Wojsk Lądowych” przez Dowódcę Generalnego RSZ – 2015,
- tytuł honorowy dla 12 BZ – „Zasłużony Żołnierz RP” nadany przez Dowódcę Generalnego RSZ – 2014,
- tytuł honorowy dla 12 BZ – „Zasłużony Żołnierz RP” nadany przez Dowódcę Generalnego RSZ – 2015,
- Wojskowa Straż Pożarna za I miejsce w zawodach na szczeblu Delegatury Wojskowej Ochrony Przeciwpożarowej – 2016,
- wpis do Księgi Honorowej Wojska Polskiego – 2018,

## Dowódcy brygady
- ppłk dypl. Grzegorz Duda (1995–1999)
- płk dypl. Andrzej Malinowski (1999–2002)

- gen. bryg. Marek Ojrzanowski (2002–2005)
- gen. bryg. Piotr Pcionek (2005–2007)
- gen. bryg. Tomasz Bąk (2007–2008)
- cz.p.o. płk dypl. Krzysztof Stachowiak (2008)[42]
- gen. bryg. Janusz Adamczak (2008)[43]
- cz.p.o. płk dypl. Krzysztof Stachowiak (X 2008–V 2009)[44]
- gen. bryg. Janusz Adamczak (2009–2010)
- gen. bryg. Andrzej Tuz (2010–2012)
- cz.p.o. płk Daniel Butryn (IX 2012–VII 2013)[45]
- gen. bryg. Andrzej Tuz (VII 2013–XII 2013)
- gen. bryg. Dariusz Górniak (2014–2017)
- gen. bryg. Piotr Trytek (2017–2019)
- gen. bryg. Sławomir Dudczak (2019–2020)
- cz.p.o. płk Roman Brudło (2020–2021)
- gen. bryg. Roman Łytkowski (2021–2023)
- gen. bryg. Dariusz Czekaj (2023–)